# くろさき茶豆大橋
くろさき茶豆大橋（くろさきちゃまめおおはし）は、新潟県新潟市の北陸自動車道に架かる新潟県道46号新潟中央環状線の跨道橋。

## 概要
全長245メートル。建設段階での仮称は「北陸自動車道黒埼跨道橋」で、形式は鋼5径間連続非合成桁（少数鈑桁+細幅箱桁）橋である。
北陸自動車道をまたぐ橋脚間71.5メートルの架設工事は東日本高速道路新潟支社に委託され、新潟県内で初めて高速道路上への送り出し工法が行われた。
2021年6月4日に、橋の名前が「くろさき茶豆大橋」に決定した。
2023年3月25日に開通。